# Манікуаган (кратер)
51°23′00″ пн. ш. 68°42′00″ зх. д. / 51.3833° пн. ш. 68.7° зх. д.
Кратер Манікуаган — астроблема в центральній частині провінції Квебек (Канада), яка утворилася в результаті зіткнення з астероїдом діаметром близько 5 км. Удар астероїда утворив кратер близько 100 км у діаметрі, але в процесі ерозії й відкладення осадових порід видимий розмір зменшився до 71 км. Це п'ятий за розміром метеоритний кратер на Землі. Наразі в кратері розташовано озеро Манікуаган. Вважається, що гора Вавилон є центральною гіркою кратера.
Розплавлені в результаті зіткнення породи мають вік  214 ± 1 млн років. Таким чином, зіткнення сталося за  13 ± 1 млн років до кінця тріасового періоду (за сучасною стратиграфічною шкалою —  201,3 ± 0,2 млн років тому), і не могло стати причиною тріасово-юрського вимирання.